# Pferdelast
Die Pferdelast war eine Gewichtseinheit vorrangig in Deutschland. Das Maß wurde in  Hannover und im Herzogtum Oldenburg angewendet. In Spanien wurde die Carga, ein Weinmaß, als Esels- oder Pferdelast bezeichnet.
- 1 Pferdelast = 12 Zentner = 1200 Pfund = 561.253,2 Gramm rund 561 Kilogramm[2]

Grundlage waren 1 Pfund = 467,711 Gramm.
Die Pferdelast war auch oft Grundlage für Zollerhebungen oder für Durchfuhrabgaben. Eine Übereinkunft vom 1. November 1837 zwischen Preußen, Hannover, Oldenburg und Braunschweig legte je nach Richtung der Ware die Durchgangsabgabe für die Pferdelast mit 15 Silbergroschen und ermäßigt mit 10 Silbergroschen fest.